# Нова Весь-Ксьонженца
Нова Весь-Ксьонженца (пол. Nowa Wieś Książęca) — село в Польщі, у гміні Бралін Кемпінського повіту Великопольського воєводства.
Населення — 722 особи (2011).
У 1975-1998 роках село належало до Каліського воєводства.

## Демографія
Демографічна структура станом на 31 березня 2011 року:
|          | Загалом | Допрацездатний вік | Працездатний вік | Постпрацездатний вік |
| -------- | ------- | ------------------ | ---------------- | -------------------- |
| Чоловіки | 372     | 94                 | 244              | 34                   |
| Жінки    | 350     | 89                 | 192              | 69                   |
| Разом    | 722     | 183                | 436              | 103                  |